# John Cunniff
Temple de la renommée LAH : 2002
John Paul Cunniff (né le 9 juillet 1944 à Boston, mort le 10 mai 2002 à Albany (New York)) est un joueur et entraîneur américain de hockey sur glace.

## Carrière

### En tant que joueur amateur
John Cuniff est étudiant du Boston College. Il fut le premier joueur de hockey à être nommé joueur nommé MVP du Beanpot à deux reprises (en 1964 et 1965), un record qui dura 39 ans. Ses 67 points en 1966-1967, qui en font le meilleur étudiant joueur de hockey, aident les Eagles à atteindre la finale du championnat NCAA.
Cunniff porte le numéro 2 pour les Eagles de 1963 à 1966 et enregistre 153 points (71 buts et 82 passes décisives) en 75 matchs universitaires.
John Cunniff fait partie de l'équipe des États-Unis au championnat du monde de  1967 qu'il arrêté en raison d'une blessure. Il est à nouveau présent dans l'équipe des États-Unis aux Jeux olympiques d'hiver de 1968 à Grenoble, qui termine sixième ; il est capitaine assistant à tous les matchs et marque un but.

### En tant que joueur professionnel
John Cunniff passe dans le monde professionnel avec les Texans de Fort Worth, équipe de Ligue centrale de hockey en 1968. Il rejoint la Ligue américaine de hockey pour la saison 1969-1970, où il joue pour les Barons de Cleveland, les Clippers de Baltimore et les Americans de Rochester au cours des trois saisons suivantes. Après que l'attaquant démontre ses capacités de marqueur avec plus de 40 points chaque saison, les Whalers de la Nouvelle-Angleterre le recrutent au sein de la nouvelle Association mondiale de hockey. Avec les Whalers, il remporte le championnat inaugural de l'AMH en 1973. L'année suivante, cependant, l'Américain est à nouveau principalement utilisé en LAH avec les Barons de Jacksonville.
En 1974, Cunniff rejoint la North American Hockey League, récemment lancée, dans laquelle il disputera plus de 200 matchs pour les Cape Codders et les Nordiques du Maine au cours des trois années suivantes.
Il revient dans l'équipe nationale américaine pour le championnat du monde de hockey de 1975 ; il perd les dix matchs et termine ainsi sixième et dernier.
Il termine sa carrière en 1979 avec les Cape Cod Freedom et les Richmond Rifles dans l'Eastern Hockey League et avec les Indians de Springfield en LAH.

### En tant qu'entraîneur
John Cunniff est joueur-entraîneur dans la North American Hockey League et la New England Hockey League avec les Cape Cod Codders et Cape Cod Freedom au cours des saisons 1975-1976 et 1978-1979. Il rejoint les Whalers de Hartford en tant qu'entraîneur adjoint en 1981 à côté de Larry Pleau. Il est nommé entraîneur-chef des Whalers de Binghamton la saison suivante et entraîne les Whalers de Hartford pendant treize matchs de la saison 1982-1983 de la LNH en remplacement de Larry Kish. Il retourne à Binghamton, où il est actif jusqu'à la fin de la saison 1983-1984.
Après une pause, il rejoint ensuite les Bruins de Boston en 1986 en tant qu'entraîneur adjoint de Butch Goring puis de Terry O'Reilly lors de la conquête de la Coupe Stanley en 1987-1988. Il est entraîneur-chef des Devils du New Jersey de 1989 à 1991.
Cunniff est entraîneur-chef des River Rats d'Albany, filiale des Devils, pendant cinq saisons (1996-2001). Il termine la saison 2000-2001 en tant qu'entraîneur-chef le plus ancien de l'AHL. Après avoir affiché un bilan de 187-169-39 comme entraîneur-chef d'Albany, Cunniff rejoint le personnel de recrutement du New Jersey en 2001.
Cunniff acquiert une vaste expérience auprès de l'équipe nationale, notamment en tant qu'entraîneur associé lors des Jeux olympiques d'hiver de 1994 à Lillehammer, en tant qu'entraîneur adjoint de l'équipe olympique masculine lors des Jeux Olympiques de 1998 à Nagano et de 2002 à Salt Lake City.
Cunniff est l'entraîneur adjoint de l'équipe des États-Unis qui remporte le championnat de hockey de 1996. Il est entraîneur adjoint de quatre équipes nationales américaines au championnat du monde (1982, 1991, 1992 et 1993) et est entraîneur adjoint de deux équipes nationales juniors américaines (1992 et 1993) aux Championnats du monde junior. De plus, Cunniff est entraîneur adjoint de l'équipe américaine lors du tournoi de la Coupe Canada 1981.